# Space Shuttle Solid Rocket Booster
Il Solid Rocket Booster, in sigla SRB, è il razzo che forniva l'83% della spinta allo Space Shuttle durante la fase di decollo. È attualmente il più grande e il più potente razzo a propellente solido in assoluto e il più potente propulsore a razzo (sia solido che liquido) del mondo. Ogni SRB produce 1,8 volte circa la spinta del propulsore F-1 utilizzato nel razzo Saturn V.

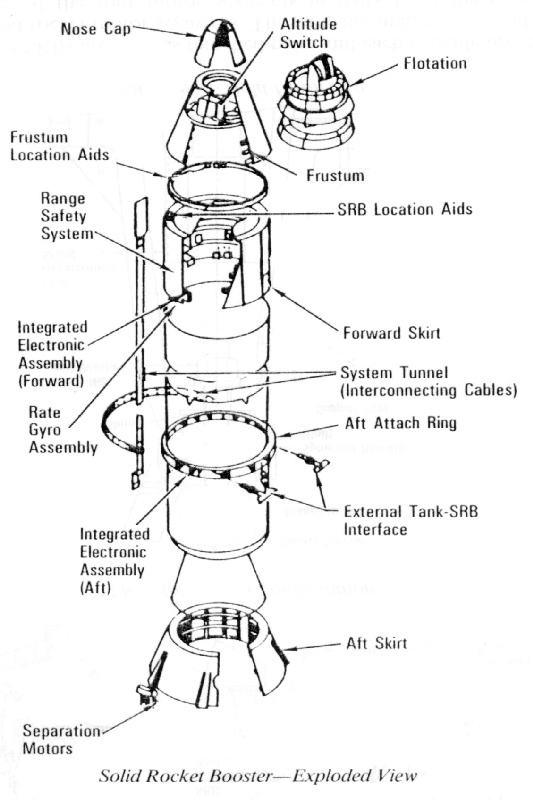
Diagramma dell'SRB

## Struttura
I due SRB sono riutilizzabili e forniscono la spinta principale allo Shuttle, staccandosi da quest'ultimo ad una altezza di 45,7 km. Inoltre essi portano l'intero peso del serbatoio esterno e dell'Orbiter e trasmettono il peso del carico attraverso la loro struttura alla Mobile Launcher Platform. Ogni SRB nello spazio ha una spinta di 14,67 MN. Un SRB è lungo 45,5 m e ha un diametro di 3,7 m con un peso al lancio di 570 tonnellate, pari al 30% della massa totale al decollo. Il peso del carburante di ogni SRB è di 499 t e il peso a vuoto è di circa 87 t. Settantacinque secondi dopo la separazione dallo Shuttle, gli SRB raggiungono l'apogeo ad una altezza di circa 67 km, e tornano a terra rallentati da paracadute. Essi impattano nell'oceano a circa 226 km di distanza e vengono in seguito recuperati. 
Gli elementi principali che costituiscono questo razzo sono il propulsore (involucro, carburante, sistema di accensione, ugello), la struttura, il sistema di separazione, gli strumenti di operazioni per il volo, l'avionica, le cariche pirotecniche, il sistema di decelerazione, il sistema di controllo vettoriale della spinta e il sistema di distruzione di sicurezza.
Ogni razzo è collegato al serbatoio esterno all'altezza della struttura di poppa tramite due supporti laterali e un collegamento diagonale. Sulla piattaforma di lancio ogni razzo è anche connesso alla mobile launcher platform al bordo esterno anteriore con quattro agganci esplosivi che vengono staccati al decollo.
Un SRB è costituito di sette segmenti di acciaio prodotti individualmente, assemblati a coppie dal costruttore e inviati al Kennedy Space Center tramite un treno per l'assemblaggio finale. I segmenti sono collegati assieme tramite un supporto circolare chiuso con tre guarnizioni O-ring (ne erano utilizzati due prima dell'incidente al Challenger) e uno speciale mastice termoresistente.

## Componenti
Ogni Solid Rocket Booster ha quattro hold-down posts inseriti nei corrispondenti post nella piattaforma di lancio mobile. Degli agganci mantengono uniti la piattaforma e i razzi e possiedono ad ogni estremità dei dadi. Uno di essi contiene un detonatore che viene attivato quando vengono accesi i razzi. Nel caso sia presente un malfunzionamento che prevenga il rilascio dei post la spinta dei razzi è comunque sufficiente a romperli, liberando il veicolo dalla piattaforma. 
Il comando di accensione viene inviato dai computer dell'orbiter attraverso i Master Event Controllers ai Pyrotechnic initiator controllers della piattaforma mobile che attivano gli esplosivi. 

### Distribuzione elettrica
La distribuzione dell'energia elettrica ai SRB avviene attraverso una connessione (in corrente continua) con i sistemi dell'orbiter. Ogni SRB possiede tre bus chiamati A, B e C, così come i tre bus presenti sull'orbiter. Ogni bus fornisce energia al corrispondente, con meccanismi di ridondanza in modo da garantire la fornitura di energia ai booster anche se uno dei bus dell'orbiter avesse un malfunzionamento.
La tensione operativa nominale è 28±4 V.

### Unità idrauliche
Esistono due indipendenti unità di potenza idraulica (Hydraulic Power Unit - HPU), costituite ciascuna da un'unità di alimentazione ausiliaria, un modulo di rifornimento di carburante, una pompa idraulica, un serbatoio idraulico. Gli APU (Auxiliary Power Unit) sono alimentati da idrazina e generano la potenza meccanica ad una pompa idraulica che fornisce pressione per il sistema idraulico dei booster. Le due HPU e i due sistemi idraulici forniscono all'estremità anteriore di ogni booster, tra il cono e il bordo anteriore. Le HPU entrano in azione a 28 secondi dal lancio (T -28s) fino alla separazione dei booster dall'orbiter e dal serbatoio esterno. 
Le HPU e il loro sistema di alimentazione sono isolate tra loro. Ogni serbatoio di carburante contiene 10 kg di idrazina, ed è pressurizzato con azoto gassoso ad una pressione di 2,8 MPa, il quale fornisce la forza per espellere il carburante dal serbatoio alla linea di distribuzione del carburante, in modo da mantenere una fornitura di carburante pressurizzato all'APU.
La valvola di isolamento del carburante viene aperta all'accensione dell'APU per permettere al carburante di fluire verso la pompa, le valvole di controllo e il generatore a gas. L'azione catalitica di quest'ultimo decompone il carburante e crea un gas caldo. Esso viene inviato alla turbina a gas a due stadi dell'APU. Il carburante viene inviato principalmente attraverso la linea di bypass di avviamento fino a quando la velocità dell'APU è tale che la pressione d'uscita della pompa è superiore a quella della linea di bypass. A questo punto, tutto il carburante viene inviato alla pompa del carburante. 
La turbina dell'APU fornisce potenza meccanica ad una trasmissione che guida la pompa di carburante, la pompa idraulica e la pompa dell'olio. Quest'ultima lubrifica la trasmissione stessa. Lo scarico della turbina di ogni APU fluisce verso la parte esterna del generatore di gas, raffreddandolo, ed è successivamente diretta verso l'esterno attraverso un condotto.
Quando la velocità dell'APU raggiunge il 100%, viene chiusa la valvola di controllo primaria, e la velocità viene controllata dall'elettronica. Se la valvola non si chiudesse, esiste una valvola di controllo secondaria che assume il controllo dell'APU quando raggiunge il 112% della velocità.
Ogni HPU su un booster è connesso ai servoattuatori. Una HPU funge da fonte di potenza primaria idraulica per il servoattuatore, mentre l'altra è ridondante. Ogni servoattuatore infatti possiede una valvola che permette alla seconda HPU di fornire potenza se la pressione del sistema principale scende sotto i 14 MPa. Le APU e le HPU sono riutilizzabili per 20 missioni.
La pompa idraulica gira a 3600 rpm e fornisce una pressione idraulica di 21 MPa; è presente una valvola di sfogo che evita la sovrapressione del sistema idraulico e si apre se si raggiungono i 26 MPa.

### Controllo di spinta
I due servoattuatori presenti in ogni booster permettono di controllare l'ugello. La parte del sistema di controllo di volo dello Shuttle che controlla la spinta di ascesa dirige la spinta dei tre motori principali dell'orbiter e i due ugelli dei booster per controllare l'assetto e la traiettoria di salita. I comandi del sistema di guida sono trasmessi i driver ATVC, che inviano i segnali ai servoattuatori dei booster e dei motori principali. I sistemi hanno quattro canali di trasmissione dei comandi di volo e quattro canali ATVC che controllano sei driver ATVC per i tre motori principali e quattro driver per i booster. 

### Propellente
Il propellente è formato da un composto di perclorato d'ammonio (ossidante, 69,6% del peso), alluminio (carburante, 16%) ossido di ferro (catalizzatore, 0,4%), un polimero (un legante che funge anche da carburante secondario, 12,04%) e un agente epossidico (1,96%).

## Funzioni

### Accensione
L'accensione può avvenire solo quando viene rimosso manualmente un blocco di sicurezza situato sull'arm and safe device di ogni SRB, compito affidato all'equipaggio di terra durante le attività di prelancio. A T - 5 minuti safe and arm device viene portato in posizione arm. I comandi di accensione dei motori a combustibile solido vengono inviati quando i tre motori principali dello Shuttle sono ad almeno il 90% della spinta, se nessun motore principale è in avaria e/o il Pyrotechnic Initiator Controller (PIC) è impostato su una bassa tensione e non sono presenti blocchi del Launch Processing System (LPS).
I comandi vengono inviati dai computer dell'orbiter attraverso il Master Events Controllers (MEC) al safe and arm device, che attiva le cariche pirotecniche. L'accensione dei dispositivi pirotecnici è controllata dalla scarica di un condensatore. Il comando di accensione del PIC viene inviato se sono presenti tre segnali contemporaneamente. Essi sono arm, fire1 e fire2 e sono generati dai computer dell'orbiter verso i MEC, che a sua volta carica i condensatori del PIC.
Quando viene avviata la carica pirotecnica di accensione, contenuta nell'arm and safe device, essa accende il propellente nell'inizializzatore di accensione e i prodotti di combustione di questo propellente accendono l'inizializzatore dei motori a combustibile solido, che accende il propellente.
I comandi MPS sono inviati dai computer di bordo a T-6,6 secondi. Tutti i tre propulsori principali devono raggiungere la spinta del 90% in tre secondi, altrimenti viene effettuato lo spegnimento e iniziano le procedure di sicurezza. A T-3 secondi viene inviato il comando fire1. A T-0 secondi vengono accesi i due booster, dopo il comando dei quattro computer di bordo. Il profilo di spinta dei booster è pensato per ridurre la spinta nella zona di massima pressione aerodinamica in modo da diminuire lo stress meccanico del velivolo.

### Sistema di sicurezza
Un sistema di sicurezza, chiamato Range Safety System permette di distruggere i booster o una parte di essa tramite degli esplosivi se il razzo è fuori controllo, per limitare il pericolo alle persone presenti a terra dalla caduta di frammenti, da esplosioni o materiali pericolosi. Il sistema è stato attivato 37 secondi dopo la distruzione dell'orbiter del Challenger nel 1986, a seguito dell'incidente.
In ogni booster è presente un sistema RSS, che ricevono due segnali di comando (chiamati arm e fire) trasmessi dalla postazione a terra. Il sistema è costituito da due antenne, dei ricevitori/decodificatori dei comandi, un arm and safe device e due detonatori. I comandi sono ricevuti dalle antenne e sono inoltrati ai decodificatori che convalidano i comandi e attivano le cariche pirotecniche.
I due sistemi presenti in ogni booster sono collegati in modo che se un booster riceve il segnale valido, esso viene inviato anche all'altro sistema.

### Discesa e recupero

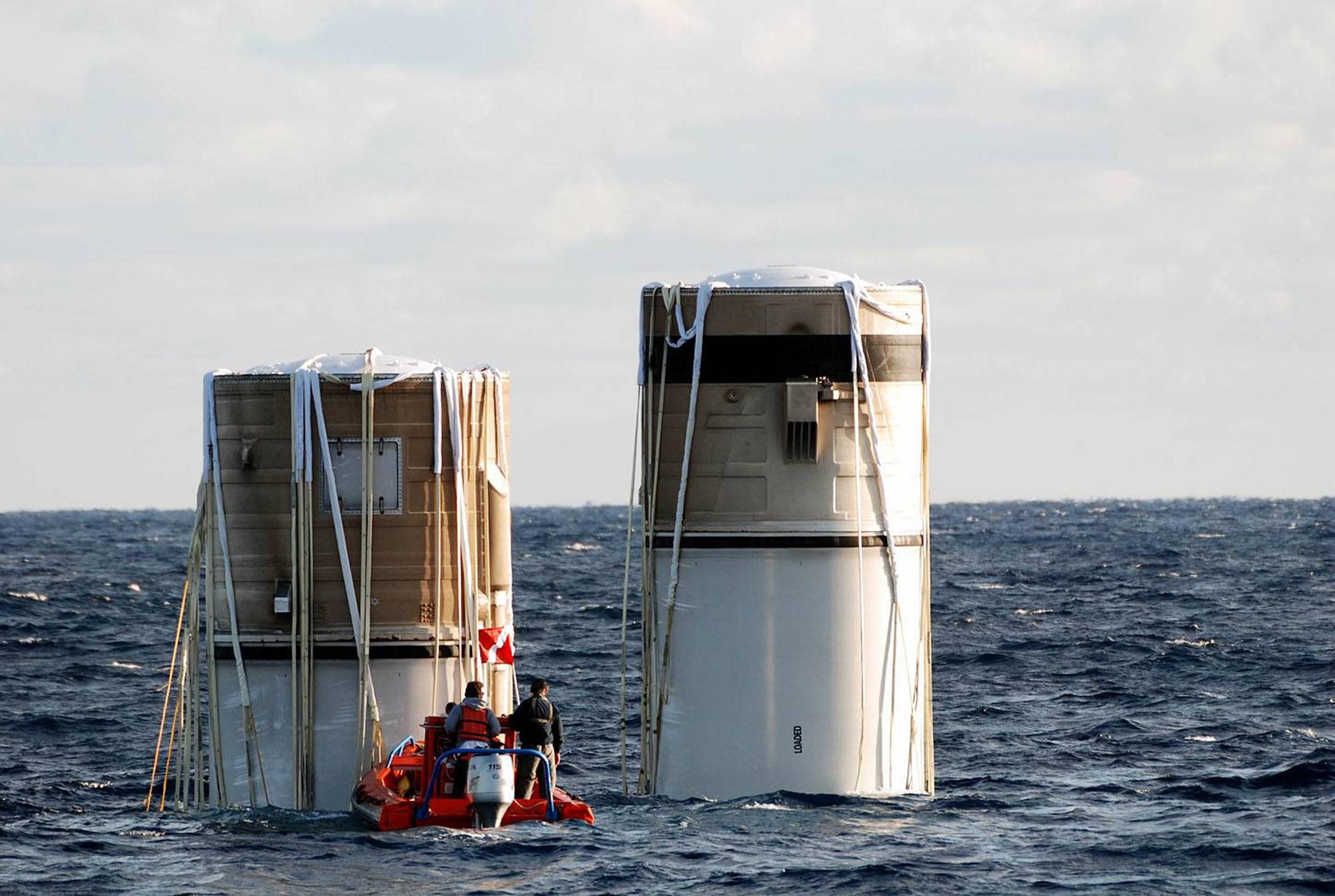
Gli SRB, espulsi dallo Space Shuttle Discovery dopo la partenza della missione STS-116, galleggiano nell'Oceano Atlantico a qualche centinaio di km da Cape Canaveral.

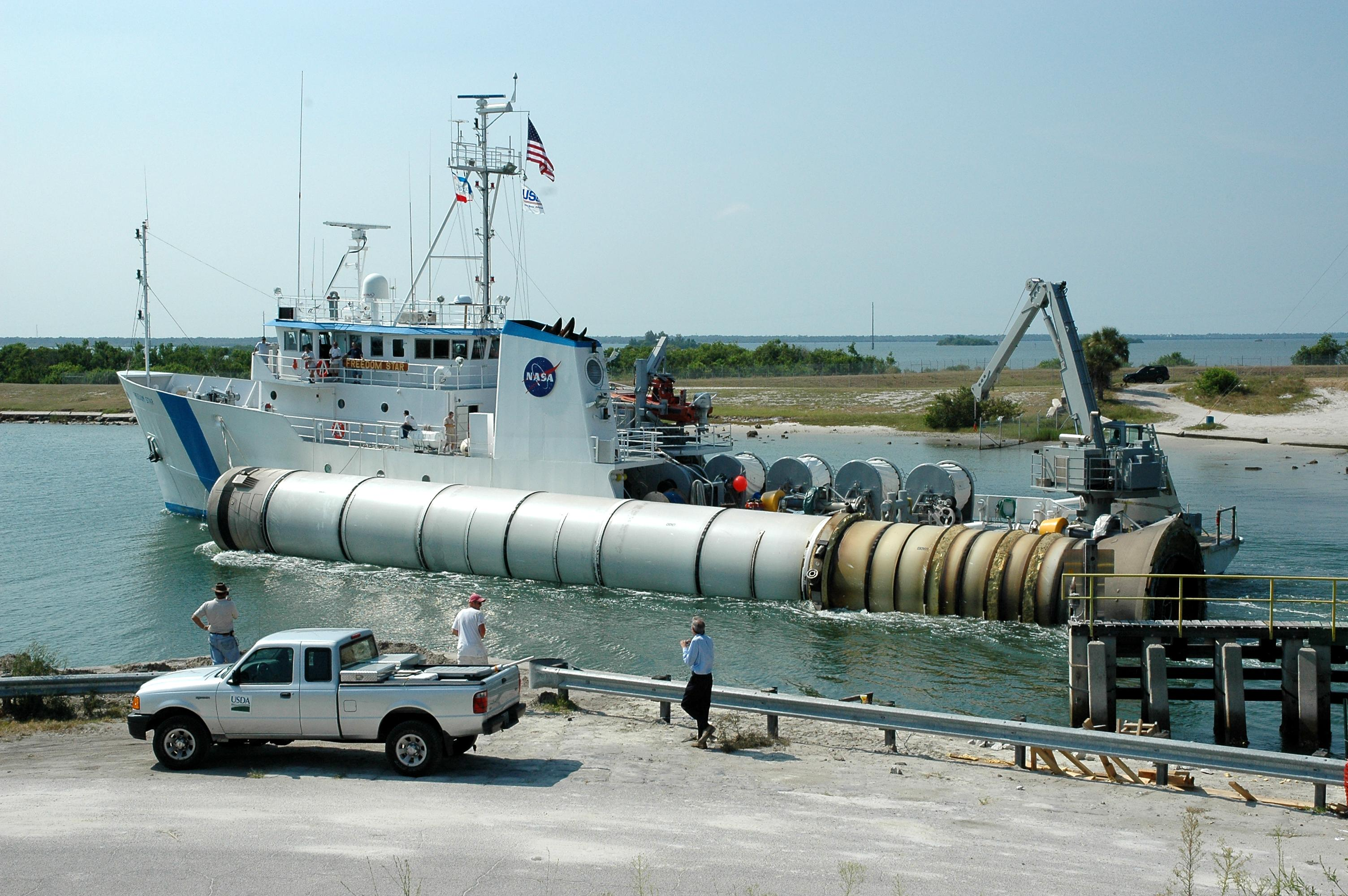
Gli SRB della missione STS-114 recuperati e trasportati a Cape Canaveral

La sequenza di recupero inizia con l'attivazione di un sensore di altezza che a sua volta fa espellere la copertura della parte anteriore e dispiegare i paracadute pilota. Questo avviene ad una altezza di 4 787 m, circa 218 secondi dopo la separazione dallo Shuttle. Il paracadute pilota estrae a sua volta un altro paracadute di stabilizzazione, che riorienta e stabilizza il booster per poter utilizzare i paracadute principali. 
L'impatto con l'acqua avviene dopo 279 secondi dalla separazione ad una velocità di 23 m/s, ad una distanza di 241 km dalle coste della Florida. L'impatto avviene con il booster capovolto, che tocca l'acqua prima con la parte anteriore. In questo modo all'interno del booster rimane intrappolata dell'aria che permette al razzo di galleggiare, fuoriuscendo di circa 10 m dall'acqua. 
Due navi di recupero, appositamente equipaggiate per questo compito, la Freedom Star e la Liberty Star, recuperano i booster e li traghettano a riva. Per fare questo viene pompata dell'aria e viene svuotata l'acqua nel booster in modo che assuma la posizione orizzontale e possa essere traghettato agevolmente.

## Disastro delChallenger

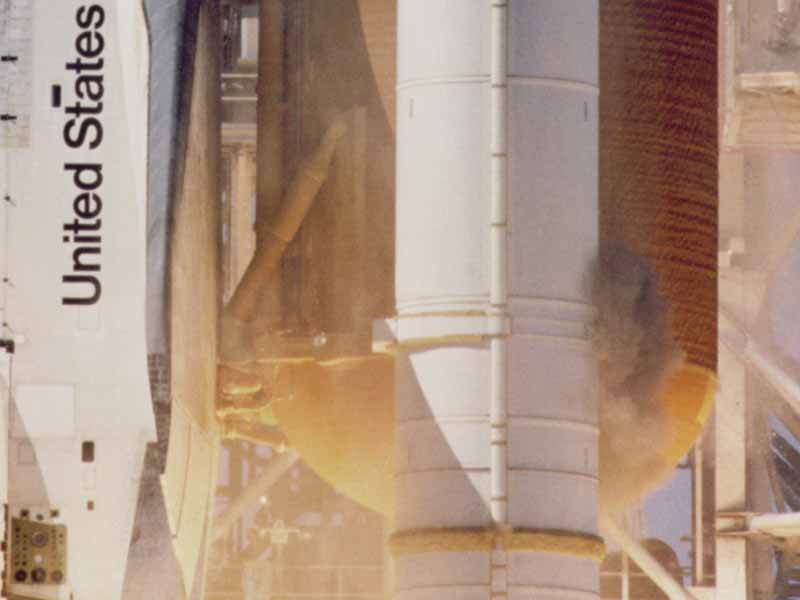
Immagine ripresa da una telecamera che evidenzia l'uscita di fumo grigio dal booster di destra sullo Space Shuttle Challenger prima della partenza della missione STS-51-L

Uno dei razzi a combustibile solido ha causato l'incidente allo Space Shuttle Challenger, che ha provocato la distruzione dello Shuttle e la morte degli astronauti nel 1986 durante la fase di salita.
A seguito delle indagini sono stati individuati degli elementi critici nella progettazione dei booster. In particolare, una guarnizione di un O-ring di un booster si ruppe a 73 secondi dal lancio, facendo fuoriuscire i gas incendiati. Le modifiche implementate dalla NASA per il ritorno al volo degli Space Shuttle hanno rimediato a questi errori di progettazione.

## Utilizzi futuri e modifiche

### Advanced Solid Rocket Booster
Gli Advanced Solid Rocket Boosters dovevano essere nuovi razzi a combustibile solido per lo Space Shuttle dopo il disastro del Challenger. Essi avrebbero dovuto produrre una spinta maggiore, per aumentare il carico utile trasportabile in orbita dallo Shuttle. Il progetto è stato cancellato in favore dell'uso del "Super Light-weight Tank" (SLWT), un serbatoio esterno molto leggero.

### Orbite polari
Per fornire la spinta necessaria per il lancio di uno Space Shuttle in orbita polare dalla piattaforma di lancio 6 della base di Vandenberg in California, sono stati progettati degli SRB modificati che hanno un peso inferiore a quelli ordinari. Tuttavia, a seguito della chiusura del complesso di lancio di Vandenberg per lo Shuttle, queste modifiche sono state incluse nei booster utilizzati attualmente, assieme a quelle implementate dopo l'incidente al Challenger.

### Programma Constellation
Nel 2005 la NASA ha annunciato l'avvio dello sviluppo di un vettore per il lancio di un velivolo con equipaggio per l'esplorazione ("Crew Exploration Vehicle", in seguito evoluto nella navetta Orion) in orbita terrestre bassa e successivamente sulla Luna. Questo vettore avrebbe dovuto utilizzare dei Solid Rocket Booster a 5 segmenti, derivati da quelli in uso per lo Space Shuttle. Successive modifiche al programma hanno introdotto due vettori, Ares I e Ares V. Il primo era destinato a trasportare Orion in orbita bassa terrestre, mentre il secondo avrebbe dovuto trasportare l'Earth Departure Stage e il Modulo lunare Altair. Per Ares V era prevista l'utilizzazione di una coppia di booster a cinque segmenti assieme a cinque propulsori RS-68. Il programma è stato successivamente cancellato.

### Programma Artemis
Per lo Space Launch System, veicolo di lancio del Programma Artemis, è previsto l'utilizzo dei Solid Rocket Booster a 5 segmenti, derivati da quelli in uso per lo Space Shuttle.